# Franck Kom
Franck Kom (* 18. September 1991 in Bafoussam) ist ein kamerunischer Fußballspieler. Er spielt im defensiven Mittelfeld und ist seit Juli 2023 beim Emirates Club aus Saudi-Arabien unter Vertrag.

## Karriere

### Jugend & Anfänge
Kom spielte als Jugendlicher für den kamerunischen Fußballverein Panthère Sportive du Ndé FC.

### Étoile Sportive du Sahel
Im Januar 2012 unterschrieb Kom bei Étoile Sportive du Sahel. Dort gelang es ihm sehr schnell, sich zu integrieren und zum Stammspieler zu werden. Er gewann dort dreimal den tunesischen Pokal (2012, 2014 und 2015) und wurde 2016 tunesischer Meister. Im November 2015 gewann Kom seinen ersten internationalen Titel, den CAF Confederation Cup.

### Karlsruher SC
Im Juni 2016 unterschrieb Kom einen Vertrag beim deutschen Zweitligisten Karlsruher SC. Die Ablösesumme betrug 800.000 Euro. Dort debütierte er beim 0:0-Unentschieden gegen Arminia Bielefeld am 1. Spieltag. Für den KSC bestritt Kom insgesamt 21 Ligaspiele, konnte den Abstieg der Mannschaft in die 3. Liga letztlich jedoch auch nicht verhindern.

### Espérance Tunis
Nach dem Abstieg von Karlsruhe vertragslos geworden, wechselte Kom zur Saison 2017/18 zum amtierenden tunesischen Meister Espérance Tunis. Dort unterschrieb er für drei Saisons. Er konnte mit dem Verein den Titel zweimal verteidigen sowie 2018 die afrikanische Champions League gewinnen, was im Folgejahr erneut gelang.

### Al-Rayyan SC und später
Seit dem 1. Juli 2019 stand Kom in der Qatar Stars League beim Al-Rayyan SC unter Vertrag. Er verließ den Verein zu Jahresbeginn 2022 und wechselte zu Al-Ahli Dschidda. 2023 folgte der Wechsel zum Emirates Club.

## Kamerunische Fußballnationalmannschaft
2011 erreichte er mit der kamerunischen U-20 Fußballmannschaft das Endspiel der U-20-Afrikameisterschaft in Südafrika. Dadurch qualifizierte sich die Mannschaft für die U-20-Fußball-Weltmeisterschaft, die im gleichen Jahr in Kolumbien stattgefunden hat.
Im September 2014 erhielt er zum ersten Mal die Einladung in die kamerunische A-Nationalmannschaft. Sein erstes Spiel bestritt er gegen die Elfenbeinküste, das mit 4:1 gewonnen werden konnte. Insgesamt lief er 14 mal für die nationale Vertretung auf.

## Erfolge

### Verein
- Tunesischer Meister (3): 2016, 2018, 2019
- Tunesischer Pokalsieger (3): 2012, 2014, 2015
- CAF-Confederation-Cup-Sieger (1): 2015
- CAF-Champions-League-Sieger (2): 2018, 2019